# Таушаев, Сайлаубек Исагулович
Сайлаубек Исагулович Таушаев (каз. Сайлаубек Исағұлұлы Таушаев; род. 20 сентября 1948 год, село Жданово, Семипалатинская область) — чабан, бригадир совхоза «Аксуатский» Аксуатского района Семипалатинской области, Казахская ССР. Герой Социалистического Труда (1982). Заслуженный работник сельского хозяйства Казахской ССР. Член ЦК Компартии Казахстана. Депутат Верховного Совета СССР 11-го созыва.

## Биография
Родился в 1948 году в крестьянской семье в селе Жданово (сегодня — Екпин Тарбагатайского района). Трудовую деятельность начал в 1966 году помощником чабана в совхозе «Аксуатский» Аксуатского района. Позднее работал чабаном, старшим чабаном в том же совхозе. В 1971 году вступил в КПСС. В 1976 году окончил зооветеринарный техникум в селе Новопокровка Семипалатинской области.
В 1976 году назначен бригадиром комсомольско-молодёжной бригады. Ежегодно выращивал в среднем 120—143 ягнят на 100 овцематок. Досрочно выполнил задания 10-й пятилетки (1976—1980). В 1982 году удостоен звания Героя Социалистического Труда «за достижение высоких результатов и трудовой героизм, проявленный в выполнении планов и социалистических обязательств по увеличению производства и продажи государству зерна и других сельскохозяйственных продуктов в 1981 году».
С 1981 по 1985 год — член ЦК Компартии Казахстана. Избирался депутатом Верховного Совета СССР 11-го созыва (1984—1989).
Награды
- Герой Социалистического Труда — указом Президиума Верховного Совета СССР от 22 февраля 1982 года
- Орден Ленина — дважды
- Орден Трудового Красного Знамени (1982)